# Gunnar Pira
Karl Gustav Gunnar Pira, född den 21 juni 1905 i Ytterjärna församling, Stockholms län, död den 12 mars 1971 i Stockholm, var en svensk ingenjör. Han var son till Karl Pira.
Pira avlade examen vid Kungliga tekniska högskolan 1928 och anställdes vid Vattenfallsstyrelsen samma år. Han blev byråingenjör där 1932 och byrådirektör där 1946. Under 1930-, och 1940-talen var han medlem av Lindholms nazistiska parti Svensk Socialistisk Samling, Svensk-Tyska Föreningen och Riksföreningen Sverige-Tyskland. Pira var arbetsledare och konstruktör för vattenkraftutbyggnad i Göta älv, Motala ström, Gimån, Indalsälven och Ångermanälven. Han blev överingenjör vid Vattenbyggnadstekniska byrån inom Vattenfallsstyrelsen 1953 och chef för avdelningen för kraftverk inom Orrje & Co 1960. Pira blev riddare av Vasaorden 1953.